# Số nguyên tố Mersenne kép
Trong toán học, số nguyên tố Mersenne kép hay số nguyên tố Mersenne đúp là số nguyên tố có dạng sau:
{\displaystyle M_{M_{p}}=2^{2^{p}-1}-1}
trong đó p là số nguyên tố và Mp là số nguyên tố Mersenne.

## Các giá trị đầu tiên
{\displaystyle M_{M_{2}}=2^{3}-1=7}
{\displaystyle M_{M_{3}}=2^{7}-1=127}
{\displaystyle M_{M_{5}}=2^{31}-1=2.147.483.647}
{\displaystyle M_{M_{7}}=2^{127}-1=170.141.183.460.469.231.731.687.303.715.884.105.727} (theo OEIS)
Ban đầu người ta cho rằng MMp là nguyên tố với mọi Mp là số nguyên tố, tuy nhiên người ta đã chứng minh được những số sau là hợp số:
{\displaystyle M_{M_{13}}=2^{2^{13}-1}-1=2^{8.191}-1\approx 5,45374\times 10^{2.465}}(1953, Wheeler)
{\displaystyle M_{M_{17}}=2^{2^{17}-1}-1=2^{131.071}-1\approx 2,00707\times 10^{39.456}}(1957, bội của 1768 × 217 - 1)
{\displaystyle M_{M_{19}}=2^{2^{19}-1}-1=2^{524.287}-1\approx 1,29819\times 10^{157.826}}(1957, bội của 120 × 219 - 1)
{\displaystyle M_{M_{31}}=2^{2^{31}-1}-1=2^{2.147.483.647}-1\approx 8,80805\times 10^{646.456.992}}
Một câu hỏi đang được đặt ra: Liệu tập số nguyên tố Mersenne đúp là vô hạn?
Hiện nay người ta vẫn chưa thể xác định được câu trả lời do giá trị tiếp theo:
{\displaystyle M_{M_{61}}=2^{2.305.843.009.213.693.951}-1} có tới 694 127 911 065 419 642 chữ số trong hệ thập phân, vượt quá khả năng tính toán hiện tại của máy tính điện tử (hiểu theo nghĩa là kiểm tra bằng kiểm tra Lucas-Lehmer cho số Mersenne).

## Dãy số Catalan - Mersenne
Là dãy số do Catalan đề xuất, có dạng:
{\displaystyle {\begin{cases}C_{0}=2\\C_{n+1}=2^{C_{n}}-1,&{\mbox{khi }}n\geq \ 0\end{cases}}}
Một câu hỏi đang được đặt ra: Dãy này chứa toàn số nguyên tố chăng?
Các giá trị từ C0 đến C3 đương nhiên là số nguyên tố, C4 = 2127 - 1 cũng là số nguyên tố.
Tuy nhiên C5 lại có tới khoảng {\displaystyle 5,1218\times 10^{37}} chữ số, vượt quá xa khả năng tính toán của máy tính điện tử nên vẫn chưa kiểm tra được, do đó vấn đề trên vẫn là một câu hỏi mở.